# Ben Lovejoy
Pour les articles homonymes, voir Lovejoy.
Ben Lovejoy (né le 20 février 1984 à Concord dans le New Hampshire aux États-Unis) est un joueur professionnel américain de hockey sur glace.

## Carrière
Lovejoy commence sa carrière en jouant dans le championnat universitaire américain de hockey en jouant pour les Eagles de Boston College en 2002-03 avant de rejoindre l'année suivante les Big Green du Dartmouth College. Il y passe trois saisons entières avant de jouer 5 matchs lors de la fin de la saison 2006-2007 de la Ligue américaine de hockey
pour les Admirals de Norfolk.
Lors de l'été qui suit, il signe son premier contrat professionnel avec les Penguins de Wilkes-Barre/Scranton, équipe affiliée à la franchise de la LNH, les Penguins de Pittsburgh. Après une saison 2007-2008 dans la LAH et une défaite en finale de la Coupe Calder, Lovejoy rejoint encore une fois pour la saison 2008-2009, l'effectif des Penguins de WBS.
Entre-temps, le 7 juillet 2008, il signe son premier contrat avec une équipe de la LNH, s'engageant pour un an avec les Penguins. En décembre 2008, il rejoint l'effectif des Penguins de Pittsburgh, effectif diminué par les blessures.
Le 6 février 2013, il est échangé par les Penguins aux Ducks d'Anaheim en retour d'un choix de cinquième ronde au repêchage de 2014.
Le 23 février 2019, il est échangé aux Stars de Dallas en retour de Connor Carrick et d'un choix de 3e tour au repêchage de 2019 .

## Statistiques
| Saison     | Équipe                   | Ligue      |     | Saison régulière | Saison régulière | Saison régulière | Saison régulière | Saison régulière |   | Séries éliminatoires | Séries éliminatoires | Séries éliminatoires | Séries éliminatoires | Séries éliminatoires |
| Saison     | Équipe                   | Ligue      | PJ  | B                | A                | Pts              | Pun              | PJ               | B | A                    | Pts                  | Pun                  |                      |                      |
| 2002-2003  | Eagles de Boston College | HE         | 22  | 0                | 6                | 6                | 6                | -                | - | -                    | -                    | -                    |                      |                      |
| 2004-2005  | Big Green de Dartmouth   | ECAC       | 32  | 2                | 11               | 13               | 28               | -                | - | -                    | -                    | -                    |                      |                      |
| 2005-2006  | Big Green de Dartmouth   | ECAC       | 32  | 2                | 16               | 18               | 24               | -                | - | -                    | -                    | -                    |                      |                      |
| 2006-2007  | Big Green de Dartmouth   | ECAC       | 32  | 7                | 16               | 23               | 28               | -                | - | -                    | -                    | -                    |                      |                      |
| 2006-2007  | Admirals de Norfolk      | LAH        | 5   | 0                | 0                | 0                | 6                | -                | - | -                    | -                    | -                    |                      |                      |
| 2007-2008  | Penguins de WBS          | LAH        | 72  | 2                | 18               | 20               | 63               | 23               | 2 | 8                    | 10                   | 18                   |                      |                      |
| 2008-2009  | Penguins de Pittsburgh   | LNH        | 2   | 0                | 0                | 0                | 0                | -                | - | -                    | -                    | -                    |                      |                      |
| 2008-2009  | Penguins de WBS          | LAH        | 76  | 7                | 24               | 31               | 84               | 12               | 1 | 1                    | 2                    | 14                   |                      |                      |
| 2009-2010  | Penguins de Pittsburgh   | LNH        | 12  | 0                | 3                | 3                | 2                | -                | - | -                    | -                    | -                    |                      |                      |
| 2009-2010  | Penguins de WBS          | LAH        | 65  | 9                | 20               | 29               | 95               | 2                | 0 | 2                    | 2                    | 2                    |                      |                      |
| 2010-2011  | Penguins de Pittsburgh   | LNH        | 47  | 3                | 14               | 17               | 48               | 7                | 0 | 2                    | 2                    | 4                    |                      |                      |
| 2011-2012  | Penguins de Pittsburgh   | LNH        | 34  | 1                | 4                | 5                | 3                | 2                | 0 | 0                    | 0                    | 0                    |                      |                      |
| 2012-2013  | Penguins de Pittsburgh   | LNH        | 3   | 0                | 0                | 0                | 0                | -                | - | -                    | -                    | -                    |                      |                      |
| 2012-2013  | Ducks d'Anaheim          | LNH        | 32  | 0                | 10               | 10               | 29               | 7                | 0 | 2                    | 2                    | 0                    |                      |                      |
| 2013-2014  | Ducks d'Anaheim          | LNH        | 78  | 5                | 13               | 18               | 39               | 13               | 2 | 0                    | 2                    | 8                    |                      |                      |
| 2014-2015  | Ducks d'Anaheim          | LNH        | 40  | 1                | 10               | 11               | 17               | -                | - | -                    | -                    | -                    |                      |                      |
| 2014-2015  | Penguins de Pittsburgh   | LNH        | 20  | 1                | 2                | 3                | 8                | 5                | 0 | 2                    | 2                    | 0                    |                      |                      |
| 2015-2016  | Penguins de Pittsburgh   | LNH        | 66  | 4                | 6                | 10               | 30               | 24               | 2 | 4                    | 6                    | 12                   |                      |                      |
| 2016-2017  | Devils du New Jersey     | LNH        | 82  | 1                | 6                | 7                | 39               | -                | - | -                    | -                    | -                    |                      |                      |
| 2017-2018  | Devils du New Jersey     | LNH        | 57  | 2                | 6                | 8                | 25               | 5                | 1 | 0                    | 1                    | 2                    |                      |                      |
| 2018-2019  | Devils du New Jersey     | LNH        | 51  | 2                | 5                | 7                | 33               | -                | - | -                    | -                    | -                    |                      |                      |
| 2018-2019  | Stars de Dallas          | LNH        | 20  | 0                | 2                | 2                | 4                | 13               | 0 | 1                    | 1                    | 0                    |                      |                      |
| Totaux LNH | Totaux LNH               | Totaux LNH | 544 | 20               | 81               | 101              | 287              | 76               | 5 | 11                   | 16                   | 26                   |                      |                      |

## Trophées et honneurs personnels
- Ligue américaine de hockey
  - 2009 : sélectionné pour le Match des étoiles avec l'équipe Planet USA
  - 2009 : nommé dans la deuxième équipe d'étoiles